# Pimpinella diversifolia
Pimpinella diversifolia är en flockblommig växtart som beskrevs av Dc. Pimpinella diversifolia ingår i släktet bockrötter, och familjen flockblommiga växter.

## Underarter
Arten delas in i följande underarter:
- P. d. angustipetala
- P. d. diversifolia
- P. d. sarmentifera
- P. d. stolonifera